# هم‌زندانی‌های من
«هم‌زندانی‌های من» کتابی از میخائیل خودورکوفسکی است که توسط انتشارات پنگوئن در سال ۲۰۱۴ منتشر شد. این کتاب تجربیات او در زندان پس از دستگیری‌اش در سال ۲۰۰۳ توسط مقامات روسی را روایت می‌کند. او در روایت خود، انتقادات و نگرانی‌های خود را از سیاست و جامعه مدنی مدرن روسیه ارائه می‌دهد.

## کتاب
خودورکوفسکی، تاجری که در آن زمان ثروتمندترین مرد روسیه و منتقد سرسخت دولت ولادیمیر پوتین بود، در ۲۵ اکتبر ۲۰۰۳ به اتهام کلاهبرداری دستگیر شد. او در سال ۲۰۰۵ محاکمه و سپس به مدت هشت سال در زندان‌های مختلف روسیه نگهداری شد. کتاب «هم‌زندانی‌های من» روایتی از زندگی او در زندان است. این کتاب کمتر بر خودورکوفسکی و بیشتر بر برخی از افرادی که در دوران بازداشت با آنها ملاقات کرده، از جمله زندانبانان و دیگر زندانیان، تمرکز دارد. هدف او ترسیم تصویری از زندگی در زندان معاصر روسیه از جنبه‌های مختلف و از دیدگاه‌های مختلف است. این کتاب شامل فصل‌های کوتاهی است که در یک بررسی به عنوان «طرح کلی» توصیف شده‌اند و عمدتاً سه تا پنج صفحه هستند.
برخی از فصل‌های کتاب خودورکوفسکی به شرح حال مختصری از هم‌بندان او اختصاص دارد. در میان آنها می‌توان به سرگئی، کارگر راه‌آهن که به جرم قاچاق مواد مخدر دستگیر شده است؛ کولیا، زندانی‌ای که پس از ضرب و شتم توسط نگهبان، در یک عمل «هارا-کیری تمام‌عیار» «خودش را باز کرد» و باعث شد که تمام وجودش بیرون بریزد؛ الکساندر، «یک نازی واقعی» که «به هولوکاست اعتقادی ندارد»؛ الکسی، که در نوزده سالگی به دلیل رابطه با دختری کوچکتر از خودش به عنوان کودک‌آزار زندانی شد؛ آرتیوم، زندانی‌ای که خودورکوفسکی و دیگر زندانیان او را از اقدام به خودکشی نجات دادند؛ آرکادی، خدمتکاری که «به عنوان «زبان‌گشا» کار می‌کند» و سعی می‌کند اطلاعاتی در مورد هرگونه جرم یا همدستی که تازه‌وارد ممکن است در طول تحقیقات خود در مورد آنها سکوت کرده باشد، استخراج کند.
از جمله عناوین فصل‌ها می‌توان به «موش»، «پدر»، «معتاد» و «دزد» اشاره کرد. خودورکوفسکی در مورد «طبقه نجس‌ها» در زندان، از جمله همجنس‌گرایان، متجاوزان جنسی و کودک‌آزاری، بحث می‌کند. او همچنین نقش و شخصیت پلیس، وکلا و قضات را بررسی می‌کند و می‌گوید که در جریان کارشان «آنها تقریباً همیشه دروغ می‌گویند و معمولاً فقط برای جلب اعتماد کسی حقیقت را می‌گویند - که این امر آنها را قادر می‌سازد بعداً با موفقیت بیشتری دروغ بگویند.» او زندانبانان را به عنوان «جاسازی یک ایدئولوژی جنایی» در بین زندانیان توصیف می‌کند و از این طریق «به‌طور مؤثر سربازان پیاده آینده دنیای جنایتکاران را آموزش می‌دهد.» او همچنین می‌نویسد که اگرچه قرار است بازپرس مستقل عمل کند، اما در واقع «فقط یک چرخ‌دنده در سلسله مراتب اجرای قانون است - یک بوروکرات خرده‌پا که اغلب حتی در برخی از جنبه‌های کلیدی کارش حرفی برای گفتن ندارد.» او می‌گوید: «افرادی که در زندان احساس بی‌بندوباری بیشتری می‌کنند، بازپرسان پلیس هستند.»
اگرچه کتاب او عمدتاً از روایت و توصیف تشکیل شده است، اما گاهی خودورکوفسکی تأملات خود را در مورد سؤالاتی مانند «وجدان چیست؟ چگونه آنچه را که «خوب» است تعریف می‌کنیم و از چه چیزی تا آخر عمرمان شرمنده‌ایم؟» به اشتراک می‌گذارد او به عنوان نمونه‌ای از غلبه وجدان بر ترس، دربارهٔ یک زندانی دیگر به نام لیوشا می‌نویسد که برای دروغ گفتن علیه خودورکوفسکی در دادگاه رشوه گرفته بود، اما به هر حال حقیقت را گفت. خودورکوفسکی در این کتاب اظهار می‌کند که «آنچه در زندان اتفاق می‌افتد» گاهی می‌تواند «مانند نسخه‌ای از زندگی عادی در آن سوی دروازه‌های زندان به نظر برسد، فقط به یک افراط عجیب و غریب تبدیل شده است.» علاوه بر این، او اظهار می‌کند که به احتمال زیاد «در چند سال آینده» روس‌ها خود را «در حال زندگی در یک دولت پلیسی-بوروکراتیک، با قدرت مطلق در دست یک بوروکراسی فاسد» خواهند یافت.

## پذیرش
جان لوید، منتقد فایننشال تایمز، نوشت که «طرح‌های اولیه این کتاب جدید، زنده، انسانی و تکان‌دهنده هستند… شهادت خودورکوفسکی این است که اینجا یک سیستم فاسد وجود دارد که تلاش کمی یا هیچ تلاشی برای انجام کاری بیش از جمع کردن افراد ناامید، معتاد به مواد مخدر، شرور - و گاهی خیال‌پرداز - ندارد. دیدگاه او این است که روسیه «در نهایت راه تمدن اروپایی را در پیش خواهد گرفت»... دیدگاه خودورکوفسکی زمان خواهد برد - و ممکن است به روش‌های سخت‌تری از آنچه او امیدوار است، محقق شود.» جان اومالی در واشینگتن پست، کتاب خودورکوفسکی را «روشنگر و شجاعانه» خواند و خاطرنشان کرد که داستان‌ها به‌طور دقیق وضعیت جامعه مدنی روسیه ناشی از سال‌ها بی‌تفاوتی سیاسی و حکومت استبدادی را به تصویر می‌کشند. راجر بویز از تایمز نیز کتاب «هم‌زندانی‌های من» را ستود و این کتاب را به عنوان تشخیص دقیقی از مبارزات سیاسی روسیه که توسط علائم آن مشهود است، توصیف کرد و «جرم واقعی» خودورکوفسکی را عدم تعهد به وفاداری فئودالی نامید.